# New Found Power
New Found Power – jedyny album studyjny nagrany przez heavymetalowy zespół Damageplan. Wydawnictwo ukazało się 10 lutego 2004 roku nakładem wytwórni muzycznej Elektra Records. Album dotarł do 38. miejsca listy Billboard 200 w Stanach Zjednoczonych. Nagrania były promowane teledyskami do utworów "Save Me", "Explode" i "Breathing New Life".

## Lista utworów
Opracowano na podstawie materiału źródłowego.
1. "Wake Up" - 4:29
2. "New Found Power" - 3:25
3. "Pride" - 4:17
4. "Blunt Force Trauma" - 4:57
5. "Save Me" - 3:34
6. "Explode" - 3:13
7. "Fuck You" (feat. Corey Taylor) – 3:08
8. "Cold Blooded" - 4:57
9. "Reborn" (feat. Zakk Wylde) – 4:02
10. "Blink of An Eye" - 4:18
11. "Breathing New Life" - 3:48
12. "Crawl" - 5:29
13. "Moment Of Truth" - 6:50
14. "Soulbleed" (feat. Zakk Wylde) – 5:13

Japan Bonus Track
1. "Ashes to Ashes" (feat. Jerry Cantrell) – 5:13

## Twórcy
Opracowano na podstawie materiału źródłowego.
- Pat Lachman – śpiew, produkcja muzyczna
- Dimebag Darrell – gitara elektryczna, produkcja muzyczna
- Bob Zilla – gitara basowa
- Vinnie Paul – perkusja, produkcja muzyczna
- Corey Taylor – gościnnie śpiew w utworze "Fuck You"
- Zakk Wylde – gościnnie śpiew w utworze "Soul Bleed", druga gitara w utworze "Reborn"
- Jerry Cantrell – gościnnie śpiew oraz gitara w utworze "Ashes to Ashes"
- Sterling Winfield - produkcja muzyczna
- Howie Weinberg - mastering
- Roger Lian - mastering